# Italië op het Eurovisiesongfestival 1997
Italië deed mee aan het Eurovisiesongfestival 1997 in Dublin (Ierland). Het was de zesendertigste deelname van het land. Het zou de laatste deelname van het land zijn voor hun terugkeer in 2011.

## Nationale selectie
Net zoals de voorbije jaren besloot de RAI, de Italiaanse nationale omroep, hun kandidaat voor het Eurovisiesongfestival intern te kiezen. Er werd gekozen voor Jalisse, winnaar van het populaire Festival van San Remo met het lied "Fiumi di parole".

## In Dublin
In Ierland moest Italië aantreden als negende, net na Nederland en voor Spanje. Op het einde van de puntentelling bleek dat men als vierde was geëindigd met 114 punten. Men ontving één keer het maximum van de punten.
Nederland had zeven punten over voor deze inzending, België nam niet deel in 1997.

### Gekregen punten

#### Finale
| 12 punten               | 10 punten                          | 8 punten                                   | 7 punten              | 6 punten                         |
| ----------------------- | ---------------------------------- | ------------------------------------------ | --------------------- | -------------------------------- |
| - Portugal              | - Kroatië - Slovenië - Zwitserland | - Polen - Spanje                           | - Nederland - Rusland | - Bosnië en Herzegovina - Cyprus |
| 5 punten                | 4 punten                           | 3 punten                                   | 2 punten              | 1 punt                           |
| - Griekenland - Turkije | - Denemarken - Duitsland           | - Hongarije - Verenigd Koninkrijk - Zweden |                       | - Ierland - IJsland - Oostenrijk |

### Punten gegeven door Italië

#### Finale
Punten gegeven in de finale:
| 12 punten | Estland             |
| 10 punten | Ierland             |
| 8 punten  | Verenigd Koninkrijk |
| 7 punten  | Turkije             |
| 6 punten  | Malta               |
| 5 punten  | Duitsland           |
| 4 punten  | Cyprus              |
| 3 punten  | Spanje              |
| 2 punten  | Zwitserland         |
| 1 punt    | Polen               |

1956 · 1957 · 1958 · 1959 · 1960 · 1961 · 1962 · 1963 · 1964 · 1965 · 1966 · 1967 · 1968 · 1969 · 1970 · 1971 · 1972 · 1973 · 1974 · 1975 · 1976 · 1977 · 1978 · 1979 · 1980 · 1981-1982 · 1983 · 1984 · 1985 · 1986 · 1987 · 1988 · 1989 · 1990 · 1991 · 1992 · 1993 · 1994-1996 · 1997 · 1998-2010 · 2011 · 2012 · 2013 · 2014 · 2015 · 2016 · 2017 · 2018 · 2019 · 2020 · 2021 · 2022 · 2023 · 2024 · 2025